# Homer
Homer (grč. Ὅμηρος / Hómēros) bio je legendarni grčki pjesnik, za kojega se ne zna točno kada je živio, pretpostavlja se u 7. i 8. st. pr. Kr., jer su tada dovršeni njegovi epovi Ilijada i Odiseja. Ime mu se pučkom etimologijom povezivalo sa sljepoćom – grč. ὁ μὴ ὁρῶν, ho mè horōn znači "onaj koji ne vidi". Kao što poznati epigram tvrdi, mnogi se gradovi natječu da bi ih se priznalo kao mjesto njegova rođenja: Smirna, Rodos, Kolofon, Salamina, Hij, Arg i Atena.
Zamišljalo ga se kao starog, siromašnog i slijepog pjesnika koji je putovao i živio od recitiranja svojih pjesama. No uzevši u obzir Homerovo živopisno opisivanje, malo je vjerojatno da je doista bio slijep. Također, često se u antičkim djelima govorilo o "Slijepcu s Hija". Na tom je otoku postojao svojevrstan kult, takozvana obitelj Homerida koja je širila Homerova djela.
Izvjesni su istraživači sumnjali u Homerovo postojanje.

## Jezik i stil
Homerov je jezik umjetan jezik koji se nije nikada govorio u narodu. To je stari jonski dijalekt u kojem ima i novojonskih oblika i eolskih elemenata, ali i atičkih dijalektizama. Problem kod proučavanja Homerova jezika jest taj što se ne zna mnogo o eolskome i jonskome dijalektu u doba nastanka epova te se moramo pouzdati u ono što znamo o njihovim kasnijim oblicima.
Svi su epski pjesnici poslije Homera pjevali istim jezikom.
Ti epovi obiluju formulaičnim načinom izražavanja. Uz stalne epitete (brzonogi Ahilej, volooka Hera, egidonoša Zeus, sjajnošljemac Hektor, sjajnooka Atena, daljnometni Apolon, silni Agamemnon, ljepoobrazna Briseida...), vrlo su česte poredbe koje opisuju događaje, produbljuju ih i rasvjetljavaju mnoštvo pojedinosti. Također se i brojni stihovi ponavljaju i u nekoliko pjevanja. U Homerovu jeziku postoji desetak glagola koji znače "gledati" te brojni atributi za opisivanje mora i bitke, a također su česti motivi gozbe, žrtve, pokopi i naoružavanja. Pjesnik retardacijama postiže usporavanje radnje unutar epova te brojnim epizodama priprema nove događaje – bitke i borbe.
Sam je njegov stil, kako kaže Platon u svojem djelu Država na pola puta između pripovjedne književnosti i drame. Ti su epovi naslijedili od starog usmenog epa veliku ulogu govora, a također je i česta prstenasta kompozicija u kojoj se govor na posljetku vraća na temu kojom je i počeo. 
Godine 1354. Francesco Petrarca bješe dobio rukopis Homerovih djela i na svoj je trošak potaknuo prijevod Homerovih djela na latinski jezik. To je učinio Leoncije Pilat (Leontius Pilatus) u Boccacciovom domu u Firenci. Djela je preveo doslovno, u obliku latinskoga proznog teksta. Homerova je djela na grčkome jeziku u Veneciji prvi tiskao Aldo Manuzio te ga tako učinio dostupnim talijanskom narodu.
Na hrvatski jezik Homerova je dva najznačajnija epa prvi preveo Tomo Maretić.

## Homerski epovi
Djela koja se pripisuju Homeru ili su s njime povezana.
|  | - Boj žaba i miševa (Βατραχομυομαχία) Batrahomiomahia govori o ratu žaba i miševa što je svojevrsna parodija „Ilijade”. Jednog je dana žaba nosila miša na leđima preko bare, ali je tada naišla vodena zmije te je žaba instinktivno zaronila, a miš poginuo. To je vidio jedan od miševa te oni odlučuju poći u rat protiv žaba. Baš kao i u „Ilijadi”, bogovi se upleću u rat. Zeus je rekao Ateni da pomogne miševima, no ona je to odbila jer su joj miševi grizli haljine i darove u hramovima. Bogovi odlučuju samo gledati i ne umiješati se, ali na posljetku Zeus pomaže žabama da pobijede tako što je poslao vojsku rakova na miševe. Premda su miševi bili nadomak pobjedi, žabe pobjeđuju uz Zeusovu pomoć te jednodnevni rat završava. - Homerske himne (Ομηρικοί Ύμνοι) Poznata je i zbirka himni (33) koje su služile kao uvodi, odnosno, proemiji (grč. προοίμιον) u recitiranja epova. Prozvane su „Homerskim himnama”, premda je malo vjerojatno da je autor sam Homer. Sadrže himne grčkim božanstvima, a najpoznatije i najduže jesu himne Apolonu, Afroditi, Demetri i Hermesu. - Mala Ilijada () Ep u četiri pjevanja. Govori se o natjecanju između Odiseja i Ajanta, Ajantovom porazu, Parisovoj smrti i Ateninoj ideji o gradnji drvenog konja. Ep se danas često pripisuje autorima Leshu ili Kinetonu. - Razorenje Troje (Ἰλίου πέρσις) Govori se o rušenju Troje u 2 pjevanja. Ep se danas često pripisuje Arktinu. - Kiprije (Κύπρια) U 11 se pjevanja opisuju događaji koji prethode „Ilijadi”, svadba Peleja i Tetide, o Parisovu sudu, otmici Helene i pozadini rata. - Natjecanje Homera i Hezioda (Ἀγών) U ovom se djelu govori o pjesničkome natjecanju u kojem Homer gubi nakon recitiranja ratnih stihova iz „Ilijade”, jer pobjednik mora pjevati o miru, a ne o ratu. Zato je u tom natjecanju ovjenčan Heziod kao pobjednik. - Telegonija (Τηλεγόνεια, Θεσπρωτίς) Ovo je nastavak „Odiseje”, Odisejev i Kirkin sin Telegon dolazi na otok Itaku tražiti oca te u jednom pljačkaškom pohodu ubije Odiseja ne znajući da mu je on otac. - Etiopida (Αἰθιοπίς) Djelo govori o Ahilejevu životu nakon onog opisanog u „Ilijadi”, opisuje Ahilejevu borbu s Amazonkom Pentizelejom i etiopskim kraljem Memnonom te njegovu smrt pod vratima Troje nakon što pogiba od Parisove i Apolonove ruke. - Margit (grč. μάργος, margos = lud) Ep o poluludome čovjeku, svojevrsna komedija. - Osvajanje Ehalije (Oechalias Halosis) Djelo govori o Heraklovu osvajanju Ehalije i odvođenju Jole. Ovaj je ep utjecao na Sofokla koji piše „Trahinjanke”. - Povratci ili Nostoi (Νόστοι) Djelo govori o cijelome Trojanskome ratu. |

### Tebanski epovi
Sačuvani su i neki dijelovi takozvanog epskog kyklosa koji je obuhvaćao razdoblja oko Trojanskoga rata. Poznati su nam ovi dijelovi tebanskog epskog ciklusa:
- Edipoida

U 6600 stihova govori se o Edipu i rješavanju Sfingine zagonetke, o njegovu incestuoznom braku s majkom Jokastom te njegovoj smrti.
- Tebaida

U 7000 stihova (saznajemo iz „Natjecanja Homera i Hezioda”) govori se o Tebi, odnosno, o ratu između braće Eteokla i Polinika.
- Epigoni

U 7000 stihova govori se posljednjoj bitki u kojoj sudjeluju epigoni, djeca heroja koji su se prije borili za Tebu. Sofoklo obrađuje istu priču u svojoj tragediji „Epigoni”.
- Alkmenoida

Malo se zna o ovome djelu. Radnja se odvija oko Alkmenova ubojstva svoje majke koja je bila ubila svoga muža. O tom se ubojstvu propovijeda i u „Tebaidi”.

## Djela
Homerova su, dakle, najvjerojatnije, ova djela:
- Ilijada
- Odiseja
- Tebaida

Današnja kritika (oslanjajući se na Herodota) osim „Ilijade” i „Odiseje” kaže da je samo još „Tebaida” Homerovo djelo. Počinje slično kao i „Ilijada” i „Odiseja”, invokacijom Muze:
„Tebaida” – Arg mi, boginjo, pjevaj ožednjeli odakle vođe...
„Ilijada” – Srdžbu mi, boginjo, pjevaj Ahileja Peleju sina...
„Odiseja” – O junaku mi kazuj, o Muzo, o prometnom onom...

## Homersko pitanje
Trojanski je ciklus (epski kyklos) sadržavao i „Etiopidu” koja je opisivala Ahilejev život nakon rušenja Troje i njegovu smrt. Grčka mitologija u njegovim djelima dobila je cijeli niz junaka i heroja, od Ahileja do Odiseja. Poznata je izreka kako je Homer dao bogove Grcima.
Aristotel je hvalio Homerovu „Ilijadu” u svojoj „Poetici”, govoreći kako Homer ne pripovijeda čitavu povijest rata, nego izdvaja jedno parcijalno zbivanje i oživljava ga brojnim epizodama. „Ilijada” je "jednostavna i puna trpnja".  Za „Odiseju” pak govori kako je kompleksna i "prepletena".
Od rimskih književnika, Ciceron pripisuje Pizistratu cjelokupnu redakciju Homerovih epova te govori da je Pizistrat uredio oni što je bilo pomiješano (primus Homeri libros confusos antea sic disposuisse dicitur, ut nunc habemus). Horacije hvali Homerovu in medias res tehniku te ga naziva učiteljem vrline.
Aleksandrijski su filolozi uz djela objavljivali i sholije, odnosno bilješke uz grčke i latinske tekstove. Najpoznatiji rukopis „Ilijade” – Codex Venetus A koji se čuva u Markovoj biblioteci u Veneciji – govori o Ksenonu i Helaniku iz 2. stoljeća pr. Kr. koji su bili postavili hipotezu koja se protivila mišljenju tadašnjeg najznačajnijeg filologa – Aristarha. Prozvali su ih separatistima jer su Homeru priznavali samo autorstvo „Ilijade”, ali ne i „Odiseje”.
U kasnijim je razdobljima, prije buktanja novih rasprava o homerskome pitanju, Homer bio prilično potisnut. Osim nekih obožavatelja (Jean Racine, John Dryden), uglavnom su Homerova djela doživljavana primitivnim i grubim naspram savršenstvu Vergilijeve „Eneide”.
Homersko je pitanje postalo sinonim za rasprave o autorstvu Homerovih djela i njihovoj vjerodostojnosti. Od aleksandrijskih stručnjaka preko d'Aubignaca („Conjectures académiques ou dissertation sur l'Iliade d'Homère” iz 1664.) pa sve do modernih vremena i djela F. A. Wolfa „Prolegomena ad Homerum” iz 1795. Wolf obnavlja d'Aubignacovu tezu o tome da se Homerovi epovi sastoje od više pjesama, ali ipak tvrdi da je veći dio „Ilijade” vjerojatno ispjevao samo jedan pjesnik. Bio je uvjeren kako Homer nije znao pisati te da su rapsodi prenosili stihove usmenim putem, s koljena na koljeno. Zaključuje kako „Ilijada” i „Odiseja” nisu mogli dobiti konačan oblik, a da nisu zapisane. Zbog toga tvrdi kako je morao postojati niz pjesama i rapsodija koje nisu bile povezane sljedećih petstotinjak godina. Također izlaže i teoriju o spomenutoj Pizistratovoj redakciji. Tek su se nakon Wolfove smrti još više razbuktale sumnje. 
Danas postoji mnogo teorija o homerskome pitanju. Neki tvrde da su to sabrana djela brojnih pjesnika, neki tvrde da je samo „Ilijada” Homerova, a neki pak tvrde da je Homer samo razradio postojeće manje epove. Primjerice, Sir John Myres rekao je da je svijet homerskog pjesništva besmrtan upravo zato što nije nikada i nigdje postojao osim u pjesnikovoj mašti.
Glavne su teorije:
- Unitaristička teorija

Pobornici ove teorije smatraju da je „Ilijada” od početaka jedinstveno djelo s općim jedinstvom radnje u samome epu. Razlike u stilu između pojedinih dijelova Ilijade i Odiseje objašnjavaju time da je „Ilijada” nastala u pjesnikovim mlađim, a „Odiseja” u starijim godinama.
- Analitička teorija (pluralisti)

Pobornici ove teorije smatraju kako su „Ilijada” i „Odiseja” djela više autora, a ne samo Homera.
- Neounitaristi

Pobornici ove teorije smatraju kako je „Ilijada” Homerova, a „Odiseja” nije.
Od ostalih podteorija izdvajaju se:
- Teorija proširenja

Pobornici ove teorije smatraju da je Homer razradio svojevrsnu „Prailijadu” manjega opsega. To je djelo s vremenom naraslo do današnjega opsega.

Zastupnik: Johann Gottfried Jakob Hermann (1772. – 1848.)
- Teorija o pjesmama

Pobornici ove teorije rastavili su „Ilijadu” na šesnaestak pojedinačnih pjesama htjevši dokazati kako je komponirana od narodnih pjesama koje su, na posljetku, stvorile „Ilijadu” kakvu danas poznajemo. Kasnije je teorija osporavana jer se naglasila razlika između pjesama i epskih epizoda koje su pobornici ove teorije smatrali pjesmama.

Zastupnik: Karl Konrad Friedrich Wilhelm Lachmann (1793. – 1851.)
- Teorija kompilacije

Pobornici ove teorije smatraju kako se „Ilijada” sastoji od više manjih epova. Isprva je ta teorija vrijedila za „Odiseju”, a kasnije je primijenjena i na „Ilijadu”. Ima dodirne točke s teorijom o proširenju.

Zastupnik: Johann Wilhelm Adolf Kirchhoff (1826. – 1908.)
Godine 1897. Samuel Butler šokirao je javnost djelom „Homer – Tko je ona bila?” („Homer – Who was she?”) tvrdeći da je „Ilijadu” napisala žena. Tu su ideju kasnije razradili Robert Graves sa svojim romanom „Homerova kći” („Homer's daughter”) te Andrew Dalby u svom novom djelu „Ponovno otkrivanje Homera” („Rediscovering Homer”) razrađuje tu teoriju govoreći kako je i „Ilijadu” i „Odiseju” napisala žena.
Danas postoje brojne analize Homerovih djela i brojne disertacije o podrijetlu dvaju najvažnijh epova. Mnogi najbližu istini ipak smatraju teoriju o jedinstvenoj pjesničkoj obradi, bez obzira na sve sumnje.

Homersko pitanje uvijek će ostati samo nagađanje.

## Citati
- Jednako umiru oni koji mnogo rade kao i oni koji ne rade ništa.
- Svim je ljudima prije ili kasnije Bog potreban.
- Zaslužuje prijezir onaj koji jedno govori, a drugo skriva u srcu.
- Nakon mnogo vremena čak se i u vlastitoj kazni može uživati.
- Kada riječ prijeđe preko usana, dio čovjekove duše pobjegne zauvijek i nitko je ne može navesti da se vrati natrag.
- Čak i spavanje i ljubav dosade ako ih je previše.
- U rat se mnogo ulaže, a malo dobiva.
- Jednako je uvredljivo otjerati gosta koji želi ostati i zadržati onoga koji želi ići.
- Sudbina je ista za čovjeka i ako se povlači i ako se snažno bori. Čovjek umire koji nije napravio ništa, kao i onaj koji je napravio puno.

## Ostali o Homeru
- Naše je doba odista zlatno: po zlatu dolazi i najviša čast, zlatom se stječe ljubav. Da i ti sam, Homere, dođeš – svim muzama praćen – a ne doneseš ništa, ići ćeš i ti, Homere, van. --Ovidije
- Homer je taj koji je naučio druge pjesnike umjetnosti vještog govorenja laži. --Aristotel
- Homer i Heziod pripisali su bogovima sve stvari koje su sramotne među smrtnicima, krađu i preljub te prijevaru. --Ksenofan
- Shakespeare, Balzac i Homer pisali su o istim svarima. Da su poživjeli koje tisućljeće više, izdavači ne bi trebali nikoga drugog. --William Faulkner
- Postoji začuđujuća mašta, čak i u matematici. Više je bilo maštovitosti u glavi Arhimeda nego u Homerovoj. --Voltaire

- Homer u Platonovim djelima
- Homer u Aristotelovoj „Poetici”  Arhivirana inačica izvorne stranice od 8. rujna 2008. (Wayback Machine)

## Vanjske poveznice

### Sestrinski projekti
|  | Zajednički poslužitelj ima još gradiva o temi Homer |
|  | Wikicitati imaju zbirke citata o temi Homer         |

### Homerova djela
- „Ilijada” (engl.)
- „Odiseja” (engl.)
- Fragmenti „Tebaide” (engl.)
- „Homerske himne” (engl.)
- „Ilijada” (grč.)
- „Odiseja” (grč.)
- „Homerske himne” (grč.)
- Homer – djela, recenzije, kritike, rasprave (engl.)

### Mrežna mjesta
- Homer Hrvatska enciklopedija. LZMK
- LZMK / Proleksis enciklopedija: Homer
- LZMK / Krležijana: Homer